# Binnette Lipper
Binnette Lipper (* 1. April 1939; † 2. März 2016) war eine US-amerikanische Komponistin und Musikpädagogin.
Binnette Lipper studierte Musik am Hunter College und an der Juilliard School of Music und nahm privaten Unterricht bei Ludmila Ulehla, Ron Herder und Meyer Kupferman. Sie unterrichtete mehrere Jahre Klavier und Komposition an der Hoff-Barthelson Music School in Scarsdale und ist Mitglied im Verwaltungsrat der Hoff-Barthelson Music School. Mehrfach wirkte sie als Jurorin beim Kompositionswettbewerb der Music Teachers National Association, der Aaron Copland Competition für junge Komponisten, der Arlene Kaplan Competition und beim Junior Composers Contest der National Federation of Music.
Als Komponistin trat Lipper vor allem auf dem Gebiet der Klavier- und der Kammermusik hervor. Ihre Werke wurden u. a. in den USA, Kanada, Bulgarien, Armenien und Russland aufgeführt. Eine CD mit kammermusikalischen Kompositionen erschien 2000 unter dem Titel Horizon. Lipper wurde u. a. mit einem Stipendium des American Music Center, drei ASCAPlus Awards und vier Stipendien von Meet the Composer ausgezeichnet. Sie war Mitglied der New York Women Composers und der International Alliance for Women in Music und wirkte als Konzertmeisterin der New Yorker Musikgruppe Aviva Players.